# 艾瓜泰比亚-塔洛
艾瓜泰比亚-塔洛（法語：Ayguatébia-Talau，法語發音：[aiɡwatebja talo] ⓘ）是法国东比利牛斯省的一个市镇，属于普拉德区。该市镇于1982年由原市镇艾瓜泰比亚（Ayguatébia）和塔洛（Talau）合并而成。

## 地理
艾瓜泰比亚-塔洛（42°34'23"N, 2°11'5"E）面积29.68 平方千米，位于法国奧克西塔尼大區东比利牛斯省，该省份为法国大陆部分最南部的省份，涵盖了北加泰罗尼亚，北起奥德省，西接阿列日省和安道尔，南与西班牙接壤，东临地中海。
与艾瓜泰比亚-塔洛接壤的市镇（或旧市镇、城区）包括：拉约、奥雷亚、卡纳韦耶、索托、拉亚戈讷、科迪耶斯德孔夫朗。

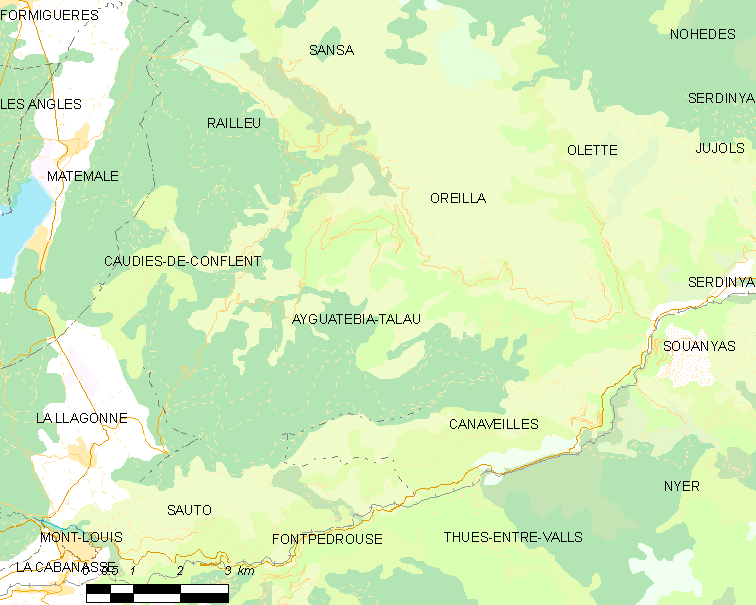
艾瓜泰比亚-塔洛的OSM定位图

艾瓜泰比亚-塔洛的时区为UTC+01:00、UTC+02:00（夏令时）。

## 行政
艾瓜泰比亚-塔洛的邮政编码为66360，INSEE市镇编码为66010。

## 政治
艾瓜泰比亚-塔洛所属的省级选区为加泰罗尼亚比利牛斯县。

## 人口

1962-2008年间艾瓜泰比亚-塔洛人口变化图示

艾瓜泰比亚-塔洛于2022年1月1日时的人口数量为44人。